# Antonio José de Sucre

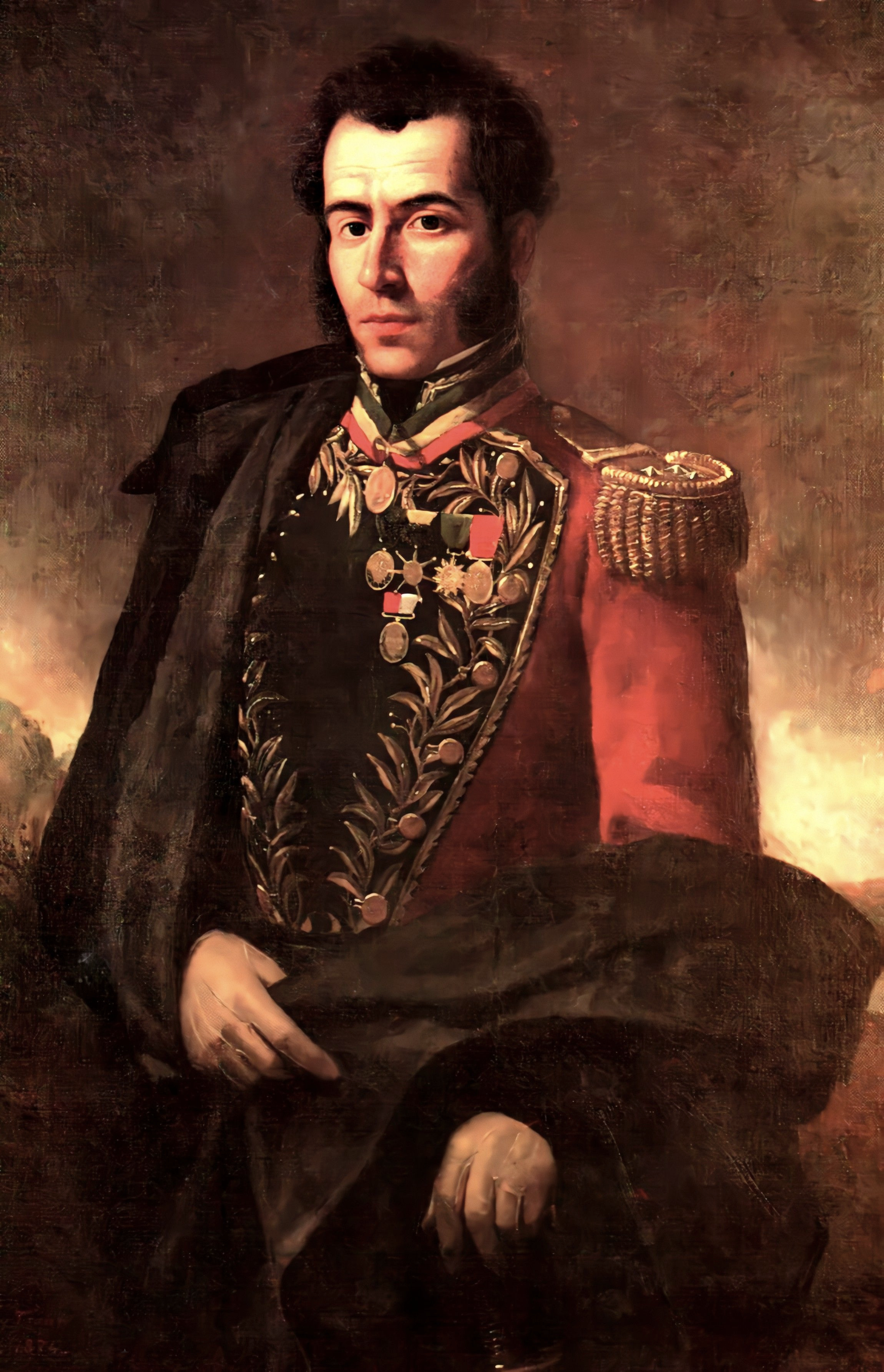
Antonio José de Sucre

Antonio José de Sucre, född 3 februari 1795 i Cumaná i Venezuela, mördad 3 juni 1830 vid Ventaquemada i Ecuador, stormarskalk av Ayacucho, var republiken Bolivias andra president.

## Biografi
Sucre deltog från 1810 i Spaniens sydamerikanska koloniers frihetskrig och var en av Simón Bolívars medhjälpare. Han sändes av denne 1820 till Guayaquil, slog spanjorerna vid Riobamba och Pichincha och genomförde därmed Quitos frigörelse.
Genom segern vid Ayacucho 9 september 1824 gjorde han slut på spanjorernas makt i Peru. Då Övre Peru 1825 proklamerade sig som en oberoende republik under namnet Bolivia, fick Sucre diktatorsmakt där och valdes 1826 till den nya republikens andra konstitutionelle president. Han tvingades dock lämna landet 1828, stred 1829 i Colombias armé mot peruanerna och var 1830 ledamot av den kongress, som mottog Bolívars avsägelse av presidentvärdigheten i Colombia. Han mördades på väg hem från kongressen.